# لناكن
لَناكِن أو (نقحرة: لاناكن) هي بلدية تقع في الجهة البلجيكية من محافظة ليمبورغ. في الأول من يناير عام 2007 كان عدد سكان لناكِن 24,724 نسمة في مساحة قدرها 59.00 كم² مما يعطيها كثافة سكانية قدرها 415 نسمة لكل كم². تقع المدينة على الحدود الهولندية مجاورة لمدينة ماستريخت مباشرة. حسب التعداد السكاني لـ 2006, فقد تحول ما يقارب الـ20% من سكان المدينة للجنسية الهولندية. تتضمن بلدية لناكِن القرى التالية:
- لناكِن
- ريكيم
- نيرهارِن
- جيلك
- كريسلت
- فيلدفزلت
- سميرماس

## أبرز الشخصيات
- إيريك غيريتس اللاعب المحترف ومدرب كرة القدم هو أحد مواليد مدينة ريكيم في بلدية لناكِن.

## معرض صور

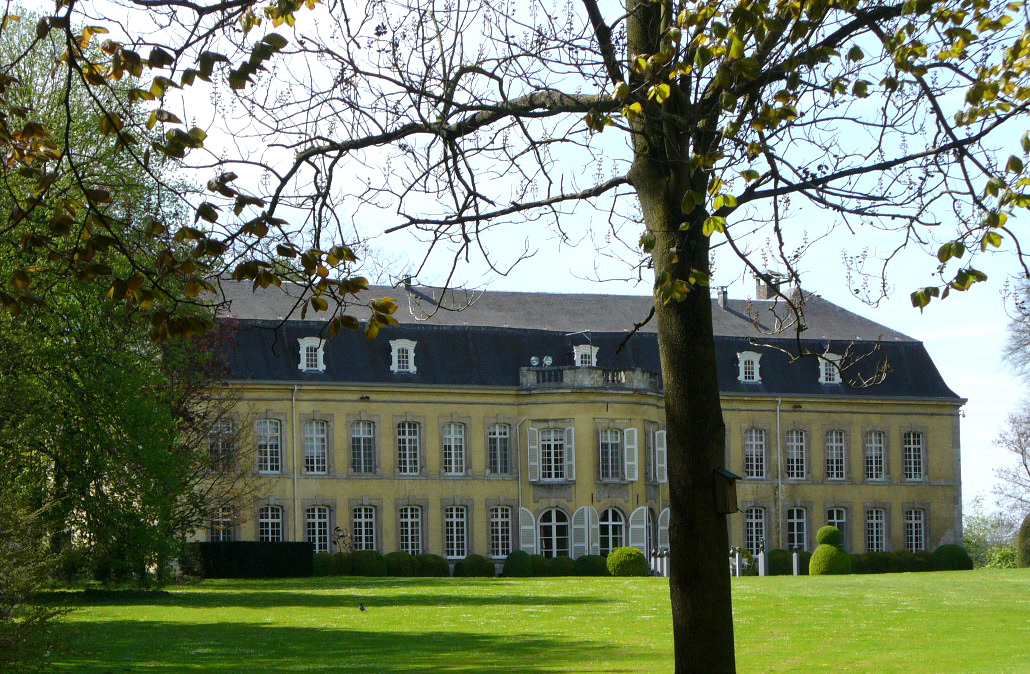
Hocht Abbey at Lanaken
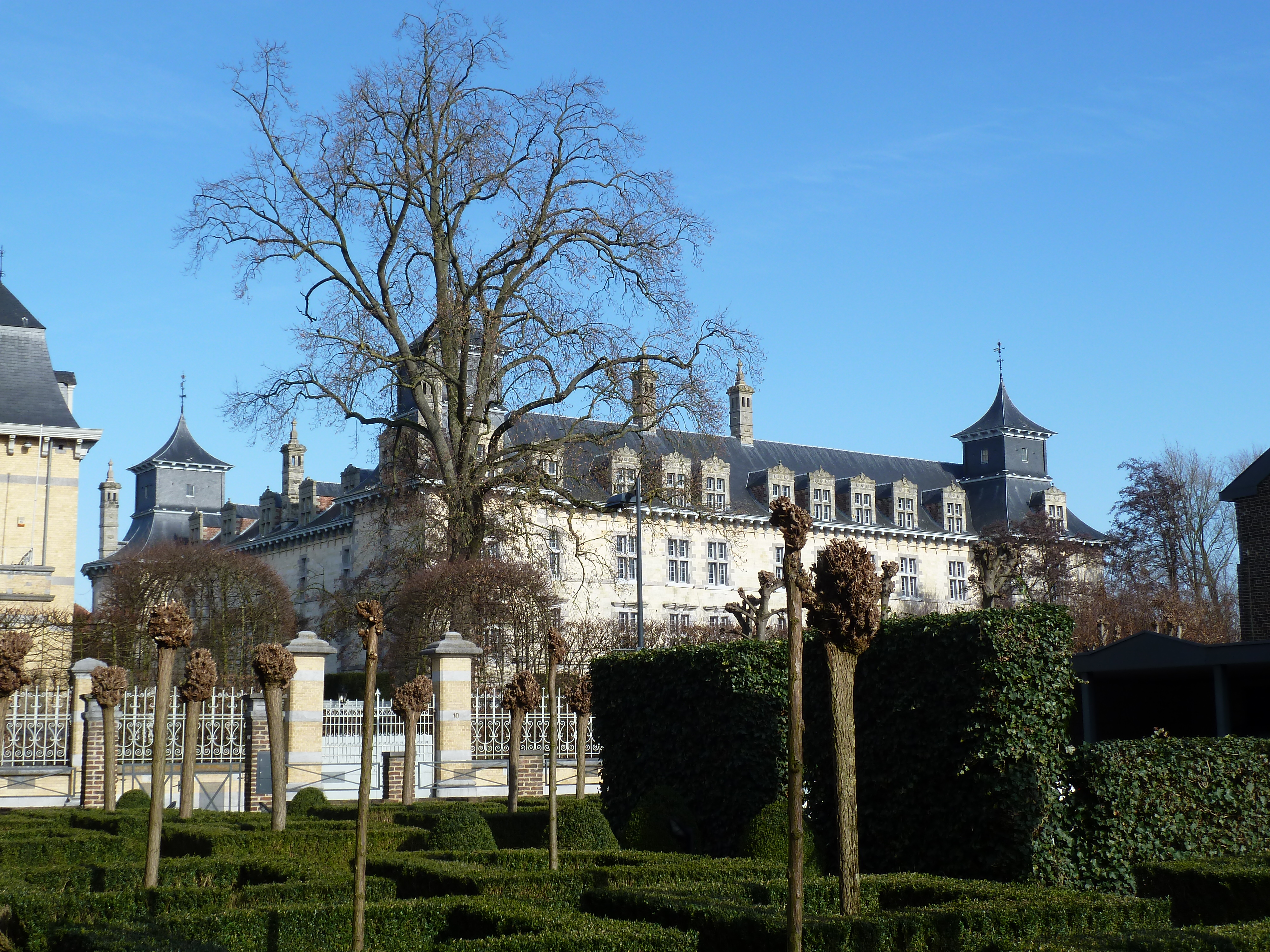
قلعة في ريكيم

## أعلام
- ماتيو مايس
- إيريك غيريتس
- إدغار ويليمز